# Sitemap
Sitemaps – protokół używany do tworzenia mapy witryny, czyli pliku XML zawierającego szczegółowe informacje dotyczące wszystkich adresów URL witryny, m.in. o dacie ostatniej aktualizacji, czy też ważności danego linku. W ten sposób roboty indeksujące mogą w bardziej „inteligentny” sposób analizować witrynę.
Protokół ten jest obsługiwany przez wszystkie większe wyszukiwarki, m.in. Google i Bing.

## Przykład mapy strony
```
 
<?xml version="1.0" encoding="UTF-8" ?>

 
<
urlset
 
xmlns
=
"http://www.sitemaps.org/schemas/sitemap/0.9"
>

     
<
url
>

         
<
loc
>
http://www.example.com/
</
loc
>

         
<
lastmod
>
2005-01-01
</
lastmod
>

         
<
changefreq
>
monthly
</
changefreq
>

         
<
priority
>
0.8
</
priority
>

     
</
url
>

 
</
urlset
>

```

## Znaczniki
Każdy znacznik url oznacza nową podstronę mapy, znacznik loc określa adres url, znacznik changefreq określa jak często dana strona jest aktualizowana, może przyjmować jedną z poniższych wartości:
- always - zawsze
- hourly - co godzinę
- daily - codziennie
- weekly - co tydzień
- monthly - co miesiąc
- yearly - corocznie
- never - nigdy

Znacznik lastmod oznacza datę ostatniej modyfikacji, może też zawierać datę z czasem zapisaną według normy ISO 8601. Znacznik priority oznacza jak ważna jest dana strona dla wyszukiwarek i może przyjmować wartości od 0.0 do 1.0, domyślna wartość to 0.5. Za pomocą tego znacznika można określić, które strony są ważniejsze.

## Sitemapindex
Istnieje też plik sitemapindex, który zawiera listę map stron. Przykładowa struktura:
```
 
<?xml version="1.0" encoding="UTF-8"?>

 
<
sitemapindex
 
xmlns
=
"http://www.sitemaps.org/schemas/sitemap/0.9"
>

     
<
sitemap
>

         
<
loc
>
http://www.example.com/sitemap1.xml.gz
</
loc
>

         
<
lastmod
>
2004-10-01T18:23:17+00:00
</
lastmod
>

     
</
sitemap
>

     
<
sitemap
>

         
<
loc
>
http://www.example.com/sitemap2.xml.gz
</
loc
>

         
<
lastmod
>
2005-01-01
</
lastmod
>

     
</
sitemap
>

 
</
sitemapindex
>

```

Zaletą korzystania z pliku sitemapindex jest możliwość udostępnienia informacji o każdej z dostępnych map strony. Jeśli przeglądarka zostanie poinformowana o istnieniu pliku, automatycznie otrzyma również informacje o wszystkich zawartych w nim mapach strony.